# Chondropsidae
Chondropsidae é uma família de esponjas marinhas da ordem Poecilosclerida.

## Gêneros
- Batzella Topsent, 1893
- Chondropsis Carter, 1886
- Phoriospongia Marshall, 1880
- Psammoclema Marshall, 1880
- Strongylacidon Lendenfeld, 1897